# خورشید من (ترانه)
«خورشید من» (انگلیسی: O Sole Mio) تک‌آهنگی از سومین آلبوم چندآهنگۀ گروه پسرانۀ اهل کره جنوبی اس‌اف۹ به نام شوالیه‌های خورشید است که در ۱۲ اکتبر ۲۰۱۷ همزمان با انتشار آلبوم منتشر شد.